# Путевой энергопоглощающий упор

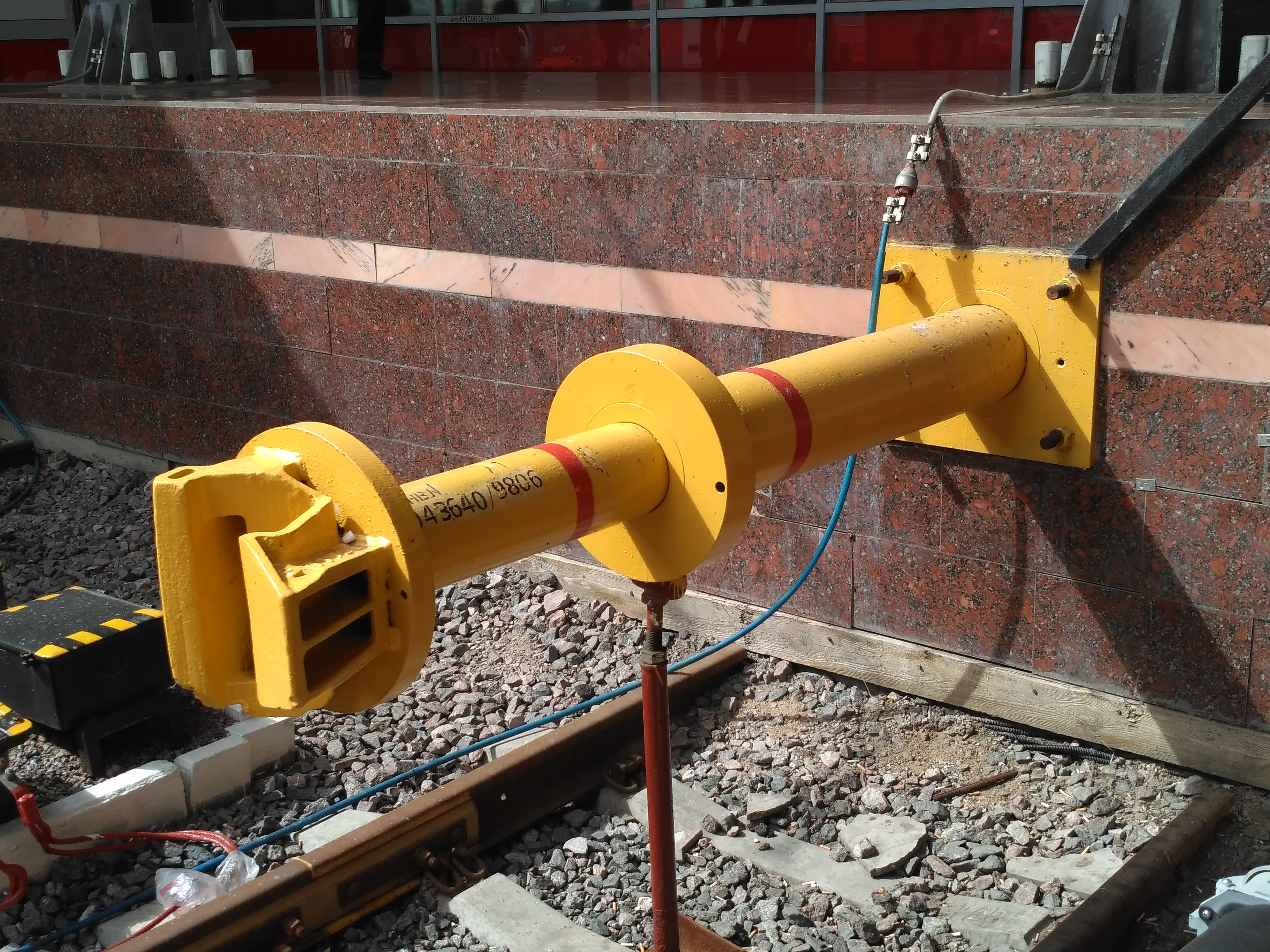
Путевой энергопоглощающий упор на Московском вокзале (Санкт-Петербург)

Путевой энергопоглощающий упор (ПЭУ) — стационарный амортизатор, закрепляемый на торце тупиковой призмы и служащий для предупреждения выезда следующего на небольшой скорости поезда на тупиковую призму, тем самым позволяя избежать повреждения и тупикового упора, и подвижного состава.

## Предпосылки к появлению и проектирование

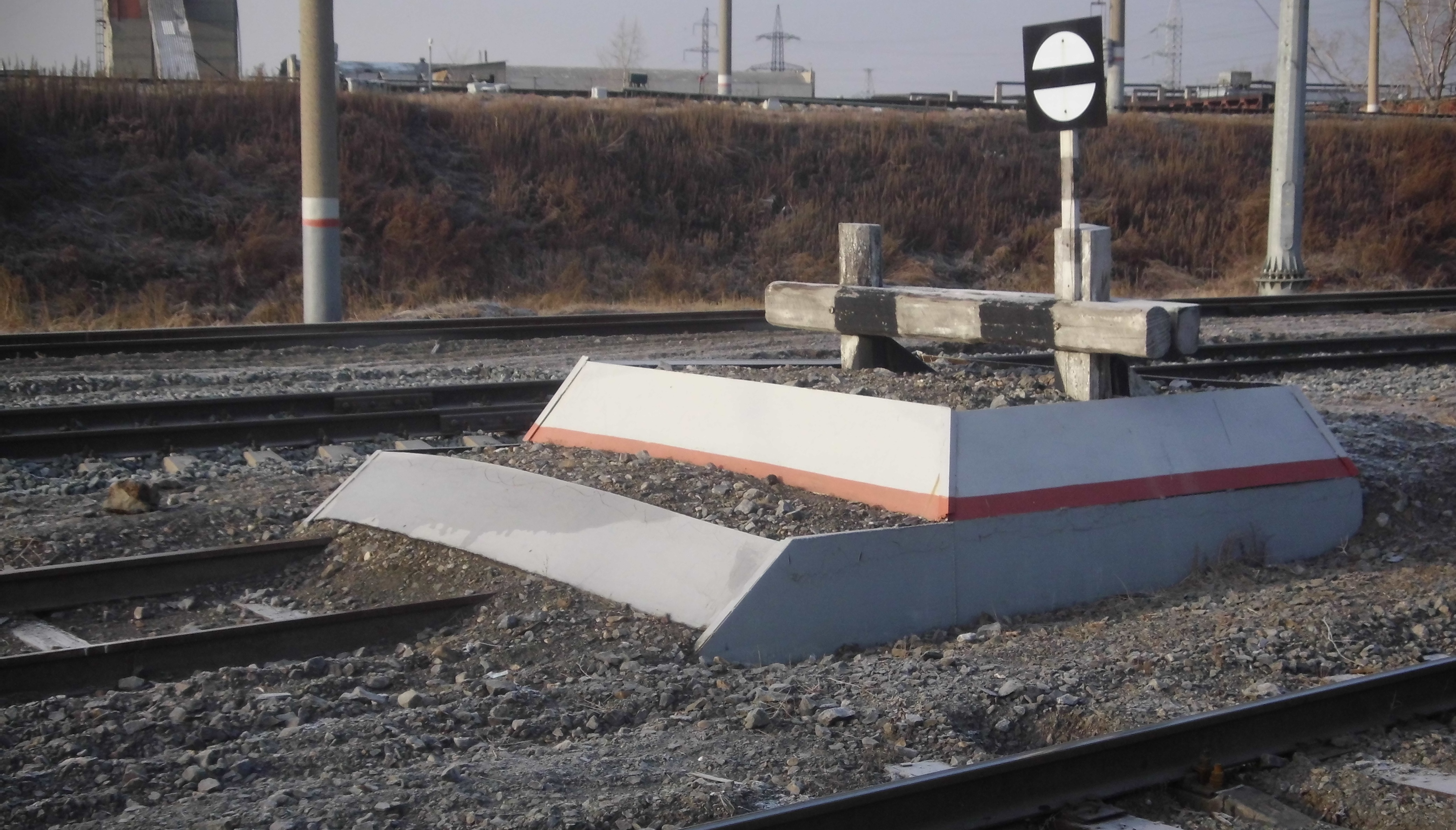
Тупиковая призма

Среди выездов за пределы путей и врезания в тупик наиболее распространены выезды на небольших скоростях, когда машинисты недооценивают величину скорости и переоценивают возможности тормозов. В основном такие выезды наблюдаются среди пассажирских поездов, в том числе и пригородных, тем самым подвергая опасности пассажиров и локомотивную бригаду. Также столкновение даже на небольшой скорости может привести к сходу подвижного состава с рельс и его повреждению. В результате в 1999 году на Московской железной дороге приступили к созданию специального защитного устройства, которое бы устанавливалось на плите тормозной призмы и значительно снижало силу удара, а следовательно и возникающего ускорения. Были заранее установлены параметры обеспечения безопасности пассажиров и локомотивной бригады, виды внешних факторов по степени их воздействия на человека, а также требования, которым данное защитное устройство должно было удовлетворять. Так как для определения энергоёмкости требовалось определить наиболее вероятную массу и скорость поезда, то для упрощения расчётов за наиболее вероятный случай был принят наезд на тупиковую призму электропоезда ЭР2Т, состоявшего из 12 вагонов (составы такой длины весьма распространены на Московской железной дороге), на скорости 10 км/ч (установленная скорость движения поезда на расстоянии 100—150 м от тупика).
Был проект применить в качестве амортизатора резино-металлический поглощающий аппарат, устанавливаемый на пассажирских вагонах. Однако расчётная энергоёмкость будущего стационарного амортизатора должна была составлять около 2200 кДж, тогда как у поглощающего аппарата этот показатель почти в 15 раз меньше. Учитывая их относительно высокую стоимость, а также то, что путевой амортизатор из-за особенностей своей работы является практически одноразовым (то есть на одно срабатывание), от этого проекта были вынуждены отказаться.
В настоящее время конструкция и внешний вид тупикового упора регламентирована Приказом МПС РФ № 9-ЦЗ от 03.07.1991 О конструкции типовых постоянных дисков уменьшения скорости, переносных сигналов, сигнальных и путевых знаков.

## Постройка и наладка

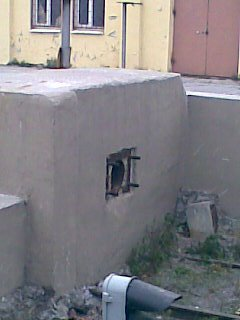
Тупиковая призма, на которой происходили испытания ПЭУ

Новый упор был разработан совместно учёными ВНИИЖТа и ЗАО «Ресурс». Аппарат имел рабочий ход 1 метр, а расчётная энергоёмкость составляла не менее 1400 кДж при усилии срабатывания 1,5—1,7 МН. Теоретически это должно было обеспечить безопасную остановку 12-вагонного электропоезда со скорости 10 км/ч. В результате на Ярославском вокзале в Москве был установлен опытный образец данного путевого энергопоглощающего упора. Для широкого применения данного упора на остальных вокзалах страны требовалось провести практические испытания и они были проведены 19 декабря 2002 года на Варшавском вокзале в Санкт-Петербурге. Отчасти поводом к этому послужил и выезд 11 ноября того же года неуправляемого электропоезда на перрон Балтийского вокзала, что привело к человеческим жертвам. Для испытаний был сформирован 12-вагонный состав из 7-ми вагонов (№ 02, 03, 04, 06, 08, 09, 10) от ЭР2-368 и 5-ти (№ 05, 06, 07, 08, 10) от ЭР2-396. Так как путь для испытаний не был электрифицирован, то толкал состав тепловоз ТЭП70-0220. Данное испытание вышло не совсем удачным — вагон № 36809 сложился пополам (позже видео с этим испытанием стало широко известно в интернете под заголовками «Краш-тест электрички», «Испытание ЭР2» и т. д.). В результате изготовителям было направлено требование по доводке данного защитного устройства. В декабре уже 2004 года на том же самом вокзале провели повторные испытания, в результате которых был получен нужный эффект — упор сумел остановить 12 вагонный электропоезд без каких-либо повреждений последнего, а полученные параметры полностью соответствовали паспортным характеристикам.

## Практические случаи
- 19 августа 2005 года на Ярославском вокзале во время осаживания почтово-багажного поезда № 904 (вес 1100 т.с., 17 вагонов и маневровый локомотив ЧМЭ3) произошёл наезд на скорости 23 км/ч последнего вагона на тупиковую призму. Призма была оборудована ПЭУ, который сработал на полный рабочий ход. Двукратное превышение расчётной скорости привело к деформации вагона, однако находящиеся в поезде люди не пострадали, также не была повреждена призма. По приблизительным оценкам, в случае отсутствия ПЭУ мог произойти выезд вагона на призму, повреждение им опоры контактной сети и обрыв контактной подвески, что в свою очередь могло привести к обесточиванию всех электрифицированных путей вокзала.